# Pareclipsis ochrea
Pareclipsis ochrea är en fjärilsart som beskrevs av W. Warren 1905. Pareclipsis ochrea ingår i släktet Pareclipsis och familjen mätare. Inga underarter finns listade i Catalogue of Life.